# 香港特別行政區回港證
香港特別行政區回港證（英語：HKSAR Re-entry Permit），主權移交前稱為香港回港證（英語：Hong Kong Re-entry Permit），是簽發給已取得居港權或獲准在香港不受條件限制居留的中國籍香港居民，或已獲准在香港不受條件限制居留但無法取得任何其他地區的護照或旅遊證件的非中國籍香港居民作往返澳門或中國大陸。回港證是澳門出入境事務站認可證件，可作入境之用；惟回港證不是中國大陸邊防認可證件，屬中國公民的回港證持有人需出示回鄉證進入中國大陸。

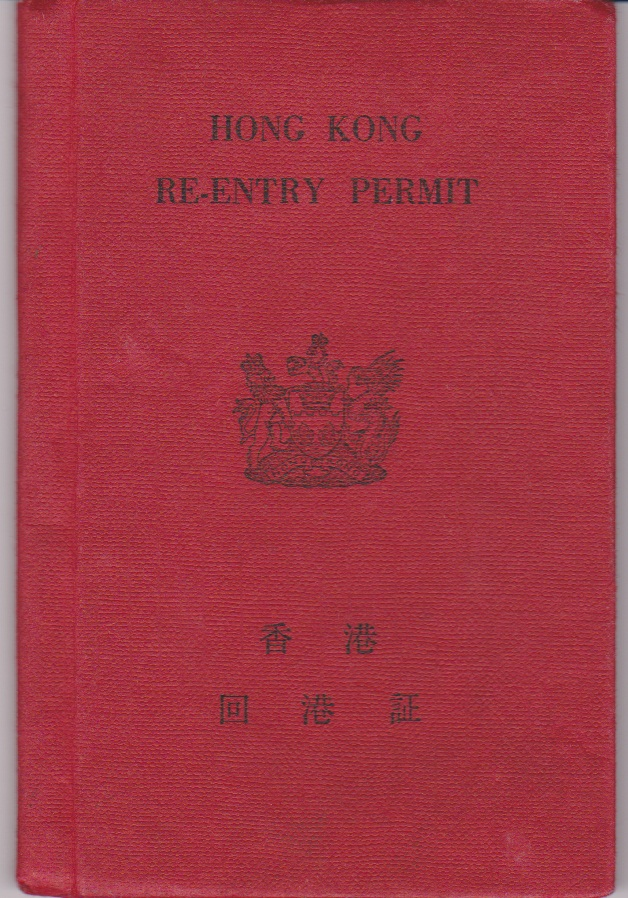
香港回港證（主權移交前）

## 種類
香港特别行政區回港證的封面在回歸前後均為紅色，共分為兩類：
1. 有效期六個月，限用一次的單程香港特別行政區回港證；及
2. 有效期五年，多次通用的香港特別行政區回港證。

## 申請資格
根據入境事務處的規定，具有下列条件之一者可以申请回港證：
- 已取得香港居留權或已獲准在香港不受條件限制居留的中國公民；或
- 已獲准在香港不受條件限制居留，但無法取得任何國家的護照或其他地區的旅行證件的非中國籍人士。

在實行「出入境簡化計劃」以前，回港證一直是香港居民來往中國大陸或澳門最為重要的證件。不過隨著「出入境簡化計劃」在1987年起實行，現今十一歲或以上並持註有「***」、「*」或「R」標記的香港身份證的人士（包括香港永久性居民），往返中國大陸或澳門特別行政區，於出入香港時只需要出示身份證即可過關，亦不需要填寫「出入境申報表」。因此，現今一般都是沒有有效永久性身份證的人士才需要領取回港證，大致可以分為以下三類：
- 十一歲以下，而他們的父母或監護人未有替其申請香港特別行政區護照[註 1]，或者有關兒童即使有申請特區護照但護照已經過期的人士，或；
- 因身份證損毀、更新個人資料或丟失舊證而需要補領身份證的人士。
- 以前往港澳通行證（單程證）進入香港，但尚未取得香港永久性居民資格的香港居民。[註 2]

## 豁免情況
由於十一歲以下兒童無需領取兒童身份證，因此於出入香港及澳門邊境時，需要回港證以證明他們的香港永久性居民身份。假若11歲以下的兒童擁有兒童身份證及香港特別行政區護照（或其他國籍的護照），則在香港及澳門出入境時只需出示護照及兒童身份證，不需要申請回港證。
如果香港永久性居民身份證持有人因需要更換新證或因丟失舊證而要補領，在新證未發出前入境處會發出「申請香港永久性居民身份證收據」。此收據具臨時身份證的功能，但不可作出入境香港及澳門之用。如當事人沒有香港特區護照而要離境往返大陸或澳門，則需申請回港證。
假若「申請香港永久性居民身份證收據」持有人擁有香港特別行政區護照，則在香港及澳門出入境時只需出示護照及該收據，不需要申請回港證。

## 入境待遇
回港證持有人可豁免「簽證」或「入境許可」進入澳門特別行政區，逗留最長1年，期間可旅遊或等同旅遊。